# Castillo de Caerlaverock

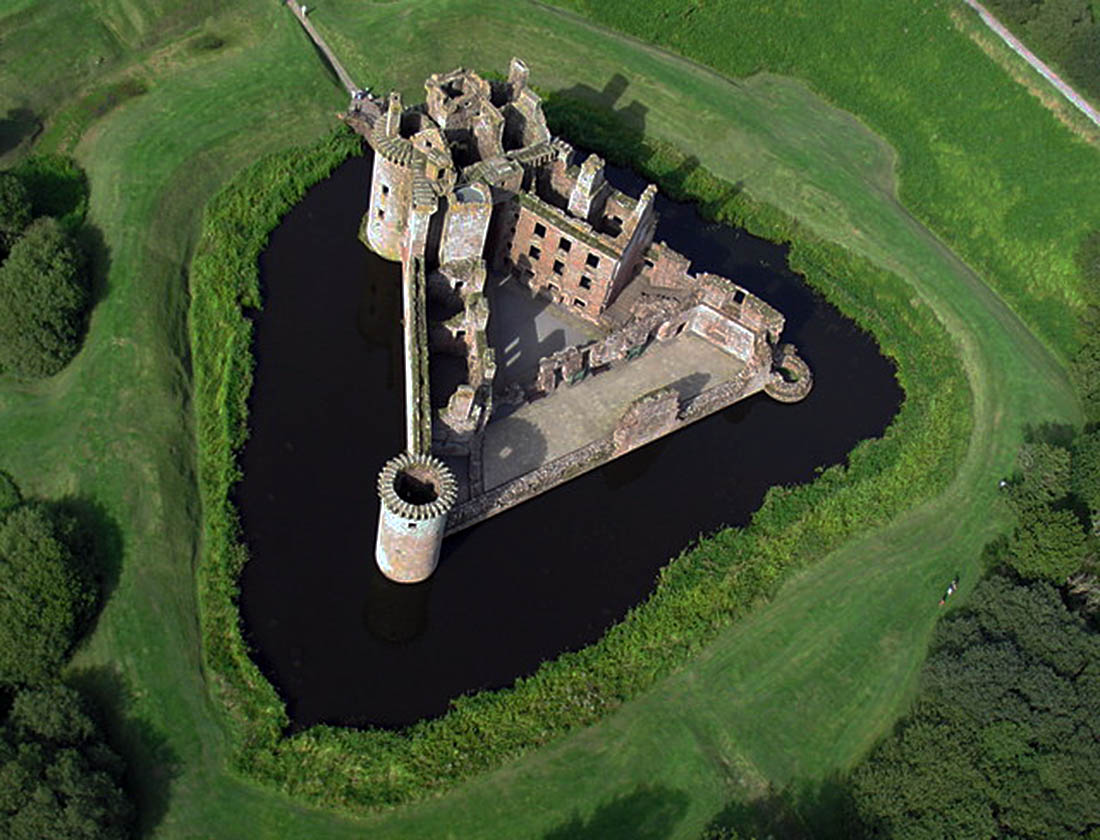
Vista aérea del Castillo Caerlaverock

El Castillo Caerlaverock es un castillo construido en el siglo XIII. Está localizado en la costa sur de Escocia a 11 kilómetros al sur de Dumfries, en la frontera de la Reserva Natural Nacional Caerlaverock. Caerlaverock fue una fortaleza del clan Maxwell desde el siglo XIII al siglo XVII cuando el castillo fue abandonado. Fue tomado por Inglaterra durante las Guerras escocesas por la Independencia, y tuvo varias demoliciones parciales y reconstrucciones en los siglos XIV y XV. En el siglo XVII, los Maxwells crearon condados de Nithdale, y construyeron un nuevo establecimiento dentro de sus paredes, descrita como una de "las más ambiciosas obras de arquitectura doméstica clásica en Escocia". En 1640, el castillo fue tomado por última vez y fue abandonado. Aunque estuvo demolido y fue reconstruido varias veces, el castillo permanece con su plano triangular distintivo creado en el siglo XIII. El Castillo Caerlaverock fue construido para controlar el comercio en la edad media.
El castillo está bajo el cuidado de la sociedad Historic Scotland y es una atracción turística popular. Está protegida y es considerada un monumento histórico en la categoría A en la lista de edificios protegidos.

## Historia

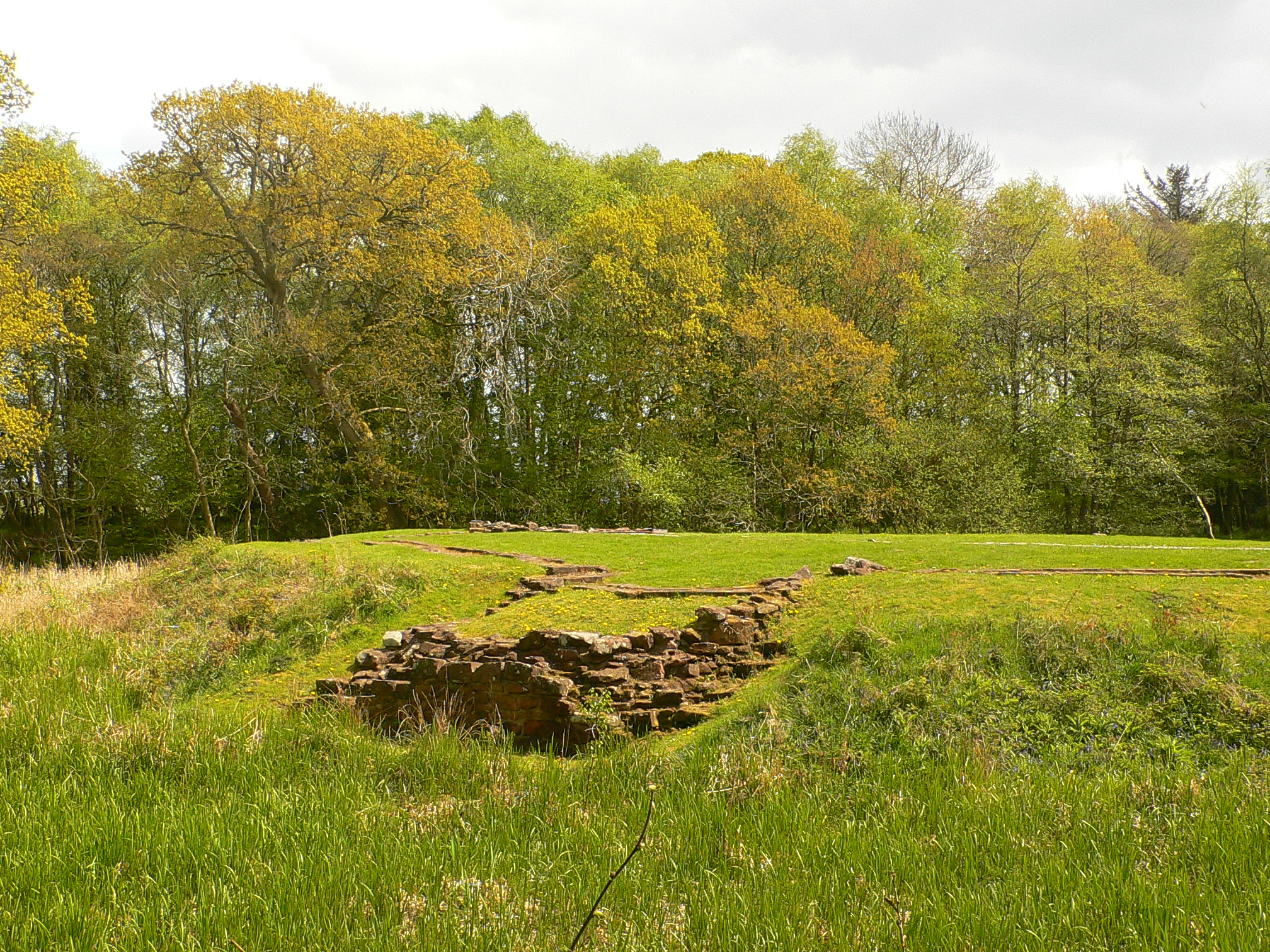
Vista de las torres norte del viejo castillo del

El castillo que se puede apreciar en el siglo XXI estuvo precedido por varias fortificaciones en el área: un fuerte romano sobre la colina Ward Law y un fuerte británico en uso cerca del año 950.
La mención más antigua de las tierras de Caerlaverock data por el 1160, cuando fue donado a los monjes de la Abadía Holm Cultram. 
Alrededor de 1220, Alexander II de Escocia donó las tierras a Sir John Maxwell, haciéndolo guardián de la Marcha Oeste. Sir John Maxwell también fue chambelán de Escocia desde 1231–1233 y comenzó su labor en el primer castillo de Caerlaverock. Este castillo era cuadrado y fue uno de los primeros castillos de piedra en ser construidos en Escocia. Tenía un foso con un puente en su lado norte. Sólo sus cimientos y restos de una estructura de madera en su alrededor permanecen.
La construcción de este castillo puede que no haya sido finalizada y puede que el castillo haya sido abandonado por una construcción rocosa a unos 200 metros al norte. Fue aquí que el hermano de Sir John, Sir Aymer Maxwell comenzó la construcción del castillo actual. Sir Aymer también fue chambelán entre 1258 y 1260, y fue Justiciero de Galloway en 1264. 
En los 1270s, la obra del nuevo castillo fue concluida y Herber Maxwell, sobrino de John Maxwell, lo ocupó.

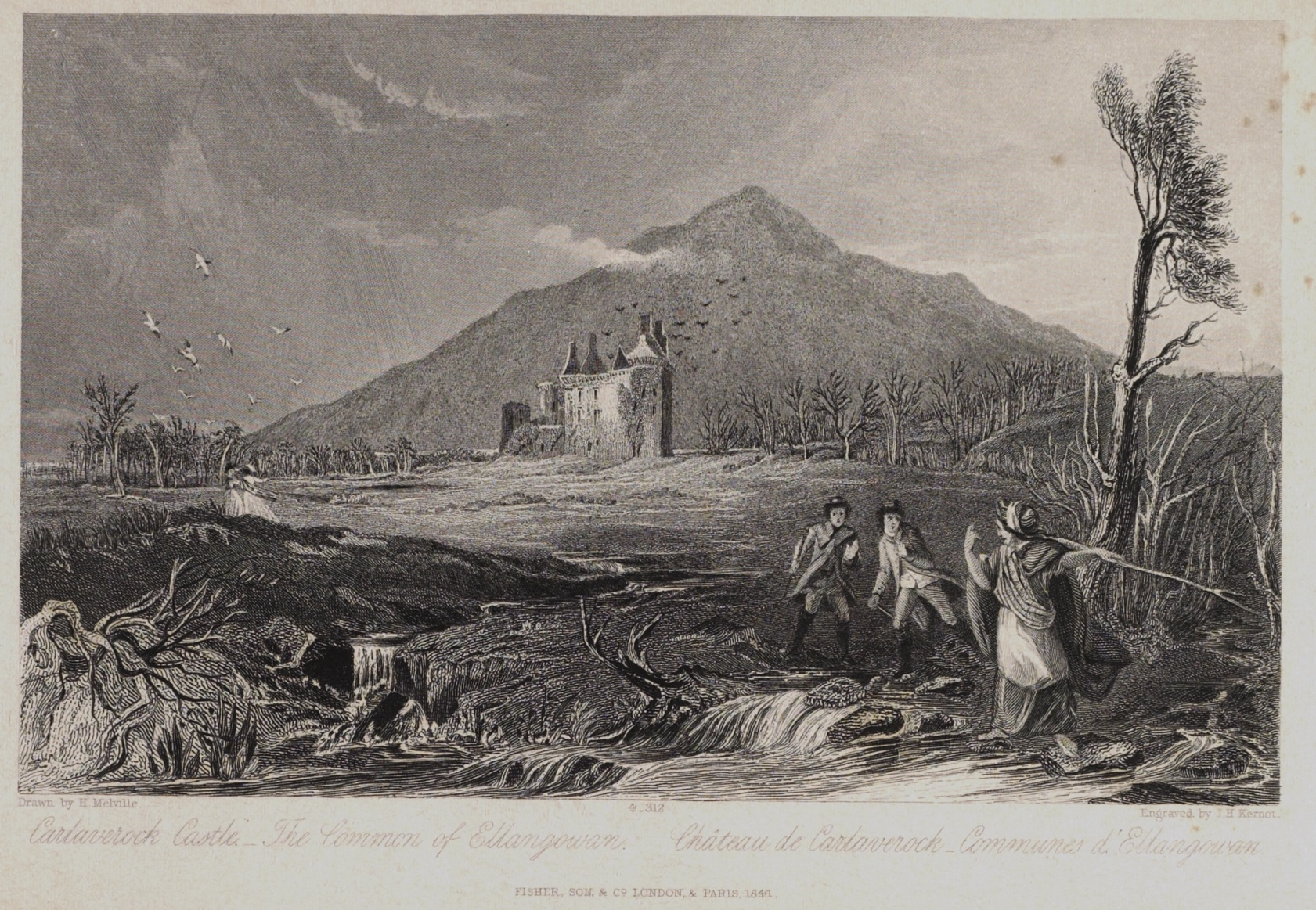
Vista histórica del Castillo Caerlaverock

Cuando la fosa alrededor del segundo castillo fue cabada, la extracción de la cantera fue probablemente una fuente de piedra de construcción para el castillo. Mientras la puerta principal es de roca natural, el resto del castillo fue construido sobre una plataforma de arcilla creada especialmente para el castillo.

### Reparación y reconstrucción

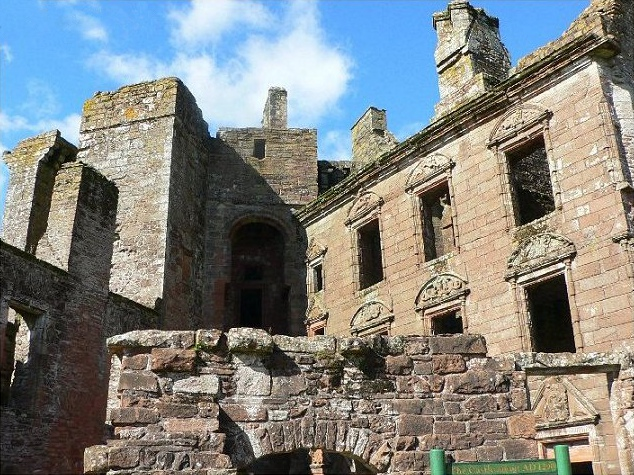
Vista con la construcción adicional al norte de la Corte interna del Castillo Caerlaverock

Al final de las Guerras de la Independencia a mediados del siglo XIV, el castillo había vuelto a manos de los Maxwells, con Sir Robert Marxwell reconstruyendo el castillo entre 1373 y 1410.
Trabajos mayores fueron hechos por Robert, 2.º Lord Maxwell, a mediados del siglo XV, probablemente incluyendo la reconstrucción de la puerta de entrada. Una nueva ala oeste fue adicionada dentro de las paredes alrededor del año 1500.
El Castillo Caerlaverock está dentro del estuario noveno de áreas nacionales protegidos por su escenario, con el castillo reconocido como un ícono del área.
El castillo está en el lado norte de la Reserva Natural Nacional Caerlaverock, que se extiende por unos 55 kilómetros cuadrados y consiste en pantanos y pastizales. Es un sitio importante en el invierno para varias especies de pájaros y aves, incluyendo el ganso bernacle.